# North American B-25 Mitchell
Il North American B-25 Mitchell fu un bombardiere medio bimotore monoplano ad ala media, sviluppato dall'azienda aeronautica statunitense North American Aviation nei tardi anni trenta e impiegato principalmente dall'United States Army Air Forces (USAAF) durante la Seconda guerra mondiale e considerato come uno dei migliori bombardieri medi del conflitto.
La designazione ufficiale integrava il nome "Mitchell" in onore del generale Billy Mitchell, uno dei primi grandi sostenitori dell'utilizzo della forza aerea per scopi militari.
Sedici B-25 Mitchell, al comando del tenente colonnello James Doolittle, con il famoso raid di bombardamento su Tokyo colpirono per la prima volta il territorio del Giappone all'indomani dell'attacco di Pearl Harbor. I bombardieri portarono a termine l'operazione decollando dalla portaerei USS Hornet, a 925 chilometri dalle coste giapponesi; per la prima volta aerei pesanti come il B-25 decollarono con successo da una portaerei.
Furono costruiti circa 10 000 esemplari, comprese le versioni PBJ-1 da pattugliamento navale e F-10 da ricognizione. Fu impiegato in tutti i teatri operativi da diversi paesi, tra cui la Gran Bretagna (che ne ricevette più di 900), l'Australia, la Cina, i Paesi Bassi e l'Unione Sovietica.

## Storia del progetto
Il B-25 derivò dall'abbandonato progetto XB-21 risalente agli anni trenta: l'esperienza accumulata servì nel progetto dell'NA-40 (il futuro B-25). Fu costruito un solo NA-40 e furono introdotte diverse novità per testarne l'efficacia, come ad esempio l'adozione dei motori Wright R-2600, che poi divennero lo standard di produzione, al posto dei Pratt & Whitney R-1830. Il prototipo fu distrutto in un incidente di volo.
Il risultato di queste sperimentazioni, ridenominato NB-40, fu sottoposto allo US Army Air Corps alla fine del 1939 per una valutazione. Fu inteso come un aereo da attacco al suolo per essere esportato in Gran Bretagna e Francia, visto che nelle prime fasi della Seconda guerra mondiale entrambe facevano pressione per questo tipo di velivolo. Al progetto dell'NA-40B fu preferito il Douglas A-20 Havoc; nonostante questo, il progetto fu rivalutato dall'esercito per essere usato come bombardiere medio. L'NA-40B fu distrutto in un incidente l'11 aprile 1939, ma fece un'ottima impressione ai tecnici che ne continuarono lo sviluppo.

### L'avvio alla produzione
Insieme al Martin B-26 Marauder, la produzione del B-25 iniziò nel 1939. La base per la prima versione del B-25 era un modello migliorato dell'NA-40B, chiamato NA-62. A causa del grandissimo bisogno di bombardieri medi, non furono costruite versioni sperimentali e tutte le modifiche che si rendevano necessarie venivano fatte direttamente in fase di produzione o, per i modelli già esistenti, in appositi centri. 
Il cambiamento più importante fu la riprogettazione dell'ala. Nei primi nove esemplari di serie, l'ala aveva un diedro positivo; questa caratteristica comportava alcuni problemi di stabilità e così il diedro fu annullato nella parte esterna dell'ala, imponendo al B-25 una configurazione con ali "a gabbiano"; inoltre rispetto all'NA-40B la fusoliera fu allargata. Dopo la costruzione dei primi 24 esemplari, la designazione fu cambiata in B-25A in cui, rispetto al progetto NA-62, furono introdotte protezioni passive per il pilota e per i serbatoi di carburante.
Il primo gruppo operativo a bordo del B-25 fu il 17th Bomb Group che lo ricevette nella versione A nel 1941; fu da questo reparto che vennero scelti i 16 aerei che portarono a termine l'incursione aerea su Tokyo, il 18 aprile 1942.

## Impiego operativo
Dopo un certo numero di modifiche, tra cui motori migliori, migliore visibilità per il navigatore, maggior armamento nel muso ed equipaggiamenti sghiaccianti e anti-ghiaccio, il B-25C fu consegnato all'esercito: fu la prima produzione di massa per questo velivolo. Furono inoltre introdotte anche le torrette servocomandate dorsali e ventrali per migliorare la difesa dei settori più vulnerabili, l'autopilota e rastrelliere subalari: era anche possibile trasportare un siluro.
La versione successiva, il B-25D era identica se non per il luogo di produzione: Inglewood (California) per la versione C, Kansas City (Kansas) per la D. Di queste due versioni ne furono prodotti 3.915 esemplari durante tutta la guerra.
Anche se era progettato per bombardare da quote medie e in volo livellato, nel teatro del Pacifico fu spesso utilizzato in missioni di mitragliamento a bassa quota contro aeroporti, basi e navi giapponesi. Dal bisogno di un aereo apposito per i mitragliamenti nacque il B-25G: al posto del muso trasparente erano fissate due mitragliatrici di calibro 0.50 e un cannone M4 da 75mm, l'arma con il maggior calibro usata su un bombardiere Americano. Il cannone da 75 veniva ricaricato manualmente dal navigatore che doveva stare nel muso senza finestrini con il fumo della polvere da sparo e doveva anche controllare costantemente la culatta del cannone mentre indietreggiava e stare attento ai bossoli incandescenti che venivano espulsi. I proiettili pesavano circa 6 chili ciascuno e ne venivano trasportati massimo 21. Il successore del B-25G, il B-25H, disponeva di una potenza di fuoco ancora maggiore: il cannone M4 fu sostituito con un'arma più moderna e leggera e nel muso furono montate altre 8 mitragliatrici (di cui 4 fissate in apposite carenature nella fusoliera), che si aggiungevano a quelle difensive. Questa versione fu pensata appositamente per attaccare le navi. In tutto furono costruiti 1.400 B-25G ed H.
L'ultima versione prodotta, il B-25J, era una via di mezzo tra il B-25C e il B-25H: manteneva la maggior parte dell'armamento fisso della versione H ma il muso tornò ad essere trasparente come nei primi modelli, anche se a circa 800 B-25J fu montato il muso solido; inoltre furono installati motori migliorati. Ne furono prodotti in tutto 4.318 esemplari.

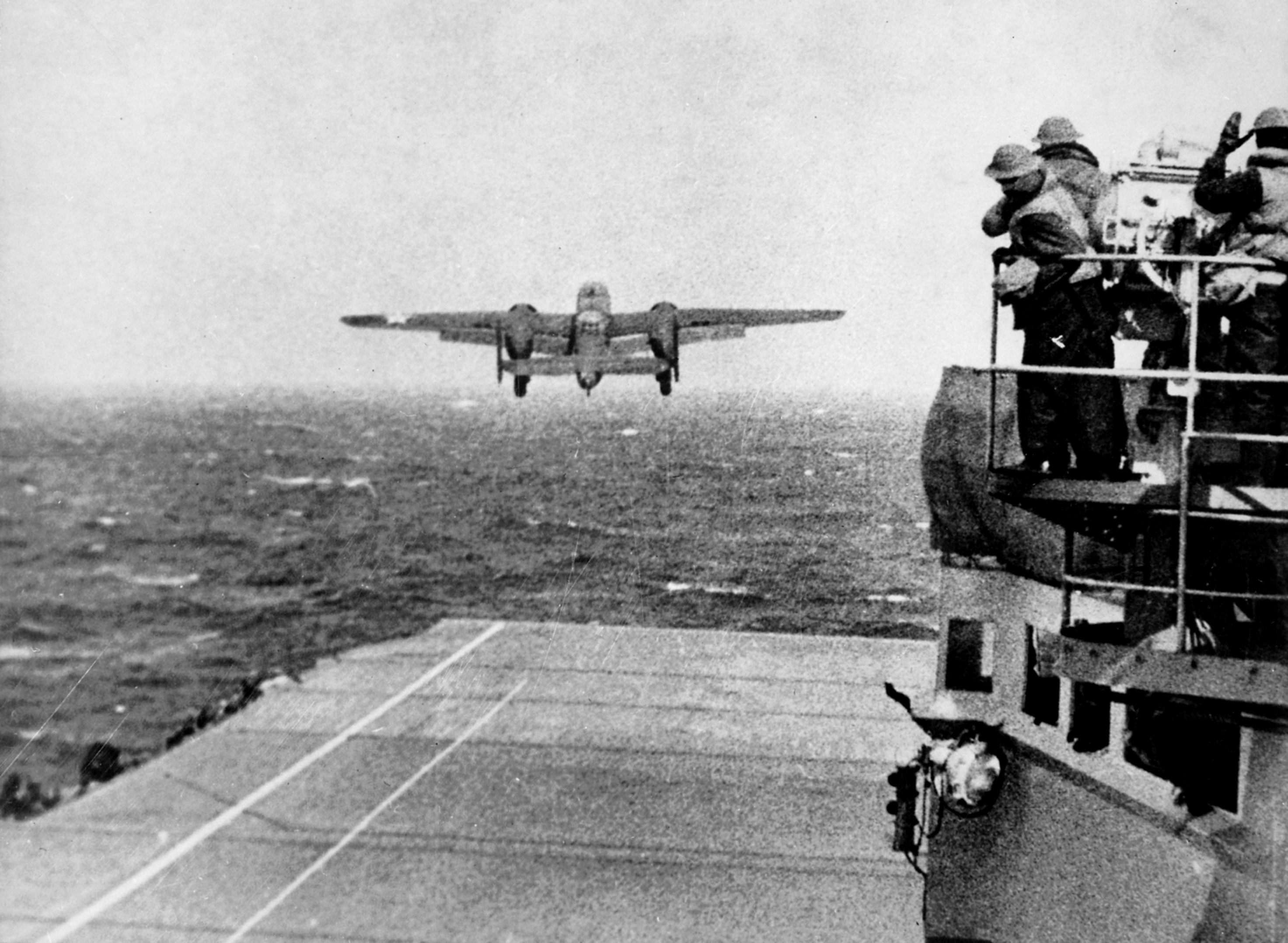
Un B-25 decolla dal ponte di volo della portaerei per attaccare Tokyo nel raid organizzato da Jimmy Doolittle

Il Mitchell era un aereo sicuro e facile da pilotare: con un motore fuori uso, era possibile virare di 60º in quella direzione ed era facile mantenere il controllo sotto i 230 km/h; inoltre il carrello d'atterraggio triciclo permetteva un'eccellente visibilità durante la fase di rullaggio. Era un aereo incredibilmente robusto: un B-25C del 321st Bomb Group fu soprannominato "Patches" perché l'equipaggio aveva dipinto tutti i buchi provocati dalla contraerea con zinco cromato; alla fine della guerra l'aereo aveva completato 300 missioni, era atterrato senza carrello sei volte ed ebbe circa 400 fori nella fusoliera. La sua struttura era talmente malridotta che per volare dritti bisognava mantenere il trim dell'alettone sinistro a 8º e il timone destro a 6º, causando però uno slittamento laterale dell'aereo nel cielo. Il più grande difetto del B-25 era l'elevata rumorosità, tanto che parecchi dei piloti con molte ore di volo subirono danni all'apparato uditivo.
Una caratteristica curiosa era che il B-25 poteva estendere il suo raggio operativo abbassando i flap di un quarto; dato che in fase di crociera il muso tendeva ad alzarsi, circa 150 litri di carburante giacevano al di sotto della pompa di aspirazione del serbatoio ed erano così inutilizzabili.
Il Mitchell operò su tutti i fronti del conflitto: da quello del Pacifico, in cui si rivelò un'arma fondamentale, a quello Europeo, dove, a partire dallo sbarco anglo-americano in Algeria e Marocco, sganciò complessivamente circa 84.980 tonnellate di bombe e abbatté 193 aerei nemici, compiendo circa 63.177 missioni.
Dopo la fine della guerra e fino agli anni sessanta molti residuati bellici del B-25J furono utilizzati da aviazioni minori, come quelle della Cina Nazionalista e Cina Comunista, Indonesia, Venezuela, Cile e Brasile.
Un discendente del B-25 era l'XB-28 Dragon, inteso come versione per le alte quote del B-25; nonostante le premesse, lo sviluppo portò ad un aereo piccolo come il Mitchell, ma molto più somigliante al Martin B-26 Marauder
Nel 1945 un B-25 si schiantò contro l'Empire State Building tra il 79º e l'80º piano causando 14 vittime.

### Test anti-ghiaccio
Nel 1942 due B-25C furono convertiti in aerei adatti per testare gli equipaggiamenti sghiaccianti e anti-ghiaccio e furono ridenominati XB-25E e XB-25F. L'XB-25E (soprannominato Flamin Mamie) immetteva i gas di scarico dei motori nelle ali per sciogliere il ghiaccio. L'XB-25F usava bobine elettriche isolate per riscaldare la superficie del metallo. Entrambi furono sperimentati a lungo nel 1944 e il sistema usato nell'XB-25E si dimostrò più pratico e realizzabile di quello usato sull'XB-25F.
Anche se i risultati furono promettenti, nessun aereo costruito durante la Seconda guerra mondiale utilizzò questo sistema, mentre oggi è molto diffuso. Molti aerei ad elica impiegati dall'USAF usano piccoli tubi che scorrono lungo i bordi delle ali in cui vengono convogliati i gas di scarico del motore, sciogliendo o prevenendo le formazioni di ghiaccio.

## Reparti che impiegarono il B-25

### United States Army Air Forces
- 12th Bomb Group (Mediterraneo e India)
- 17th Bomb Group (USA)
- 28th Bomb Group (Alaska)
- 38th Bomb Group (Pacifico)
- 41st Bomb Group (Pacifico)
- 42d Bomb Group (Pacifico)
- 310th Bomb Group (Mediterraneo)
- 321st Bomb Group (Mediterraneo)
- 340th Bomb Group (Mediterraneo)
- 341st Bomb Group (India e Cina)
- 345th Bomb Group (Pacifico)

### Royal Air Force
- Number 98 Squadron
- Number 180 Squadron
- Number 226 Squadron
- Number 305 Squadron
- Number 320 Squadron
- Number 342 Squadron
- Number 681 Squadron
- Number 684 Squadron

### Royal Australian Air Force
- Number 2 Squadron
- Number 18 (Netherlands East Indies) Squadron

## Varianti
Tra parentesi è indicato il numero di esemplari costruiti
- B-25 Versione ufficiale dell'NA-62 derivata dalla versione NA-40B su specifica richiesta dell'USAAC che necessitava di un bombardiere con caratteristiche di autonomia di almeno 3200 km, velocità massima di 480 km/h e capace di un carico bellico di 1360 kg. Nel 1939, nonostante il prototipo non avesse mai volato, ne furono ordinati 184 sulla base delle impressionanti caratteristiche di progetto. Il 19 agosto 1940 il primo esemplare di B-25 effettuò il primo test di volo pilotato da Vance Breese. Mosso da una coppia di Wright Twin Cyclone (nella versione R-2600-9 sviluppavano 1350CV) era armato con tre mitragliatrici da 7.62mm disposte rispettivamente nel muso, sulla fusoliera e nel ventre più una mitragliatrice da 12.7mm in coda. A dispetto della somiglianza con la versione NA-40B, il B-25 era un aereo completamente nuovo (i piloti ora volavano affiancati e non più in tandem). I primi nove esemplari, rispettando il progetto originale che prevedeva un evidente diedro positivo per tutta la lunghezza dell'ala, mostrarono seri problemi di stabilità, pertanto l'ala fu ridisegnata in modo da eliminare il diedro nel tratto compreso tra il motore e l'estremità dell'ala. Gli ingegneri della NA dovettero provare più di cinque forme diverse per i timoni verticali (nella versione di partenza erano rettangolari con angoli arrotondati) prima di giungere alla configurazione rettangolare con lato inclinato essendo l'unica a garantire contemporaneamente alte performance ed un eccellente feeling di pilotaggio. L'USAAC ricevette il primo B-25 nel febbraio del 1941, i B-25 costruiti furono in totale 24 e vennero utilizzati per pattugliare le coste. Il primo B-25 rimase alla NA che lo utilizzò come mezzo di trasporto per 5 passeggeri (il WHISKEY EXPRESS) per tutto il periodo bellico, il velivolo andò disperso nei primi mesi del 1945. (×24)
- B-25A— Volò per la prima volta il 25 febbraio 1941, era sostanzialmente simile al B-25 ma dotata di una migliore corazzatura a protezione dell'equipaggio, di serbatoi autosigillanti, e una migliore postazione per il mitragliere di coda. Queste modifiche ridussero leggermente le prestazioni a causa dell'aumento di peso. In onore del generale Billy Mitchell pioniere e forte sostenitore del concetto di difesa aerea nel 1920 e su suggerimento di Lee Atwood, l'USAAC assegnò ufficialmente al velivolo il nome "Mitchell". Furono 40 gli esemplari di B-25A costruiti anche questi assegnati a compiti di guardia costiera. Il 24 dicembre 1941 un B-25A fu protagonista dell'affondamento di un sottomarino giapponese al largo della costa occidentale degli Stati Uniti. (×40)
- B-25B— Sviluppata per risolvere l'insufficienza dimostrata nell'armamento difensivo delle precedenti versioni, fu dotata di due torrette Bendix con due mitragliatrici da 12,7mm la prima in posizione dorsale e arretrata comandata da un mitragliere, la seconda in posizione ventrale leggermente più avanzata, comandata con un periscopio dal mitragliere, era retrattile dato che generava un'elevata resistenza capace di ridurre la velocità max di 48 km/h. La postazione del mitragliere di coda era stata eliminata. L'armamento aggiuntivo provocò un ulteriore aumento di peso e decremento delle prestazioni poiché i motori rimanevano invariati pertanto si incrementò leggermente l'apertura e la larghezza alare. In totale furono prodotti 120 B-25B nel 1941 a completamento del contratto complessivo di 184 aerei stipulato con la USAAC (che nel frattempo era diventata USAAF il 29 giugno 1941). 23 esemplari furono consegnati alla RAF come Mitchell Mk I che li utilizzò a scopo addestrativo al largo delle isole Bahamas. Alcuni B-25B vennero forniti anche all'Unione Sovietica. (×120)
- B-25C— versione migliorata del B-25B, più corta di 25 cm, montava i nuovi motori R-2600-13 (14 cilindri radiali da 1700CV), autopilota, sistema anti-ghiaccio sui profili alari, serbatoi maggiorati, slitte per montare serbatoi o bombe, ali rinforzate e riscaldamento in cabina. Disponeva di un oblò semisferico trasparente per il navigatore, e nelle ultime versioni furono montate due mitragliatrici da 12,7mm lateralmente nel muso (una fissa e una mobile). Questa fu la prima versione che fu prodotta in massa; era usata anche in Gran Bretagna con il nome Mitchell II, in Canada, in Cina, nei Paesi Bassi e in Unione Sovietica. (×1625)
- B-25D— identico al B-25C, l'unica differenza era che il B-25C veniva prodotto a Inglewood, California, mentre il D era prodotto a Kansas City, Kansas. Volò per la prima volta il 3 gennaio 1945. (×2.290)
- XB-25E— un singolo esemplare di B-25C modificato per testare apparecchiature sghiaccianti e anti-ghiaccio. (×1, converted)
- XB-25F— un singolo B-25C modificato per sperimentare l'uso di bobine elettriche isolate montate nelle ali e nella deriva come sistema sghiacciante. Si rivelò più efficiente il sistema sperimentato sull'XB-25E. (×1, converted)
- XB-25G— è una versione modificata del B-25C dotata di muso non trasparente dotato di due mitragliatrici fisse da 0.50 e di un cannone M4 da 75mm. (×1, converted)
- B-25G— nacque dal successo avuto dal prototipo XB-25G vista anche la grande necessità di un aereo da attacco al suolo e mitragliamento. Trasportava più armi e carburante rispetto al prototipo. Un esemplare fu passato alla Gran Bretagna che gli diede il nome di Mitchell II già usato per il B-25C.(×420)
- B-25H— versione migliorata del B-25G. Montava due mitragliatrici fisse in più nel muso e quattro nei pod montati nella fusoliera. Il cannone pesante M4 fu rimpiazzato dal più leggero T13E1. (×1000)

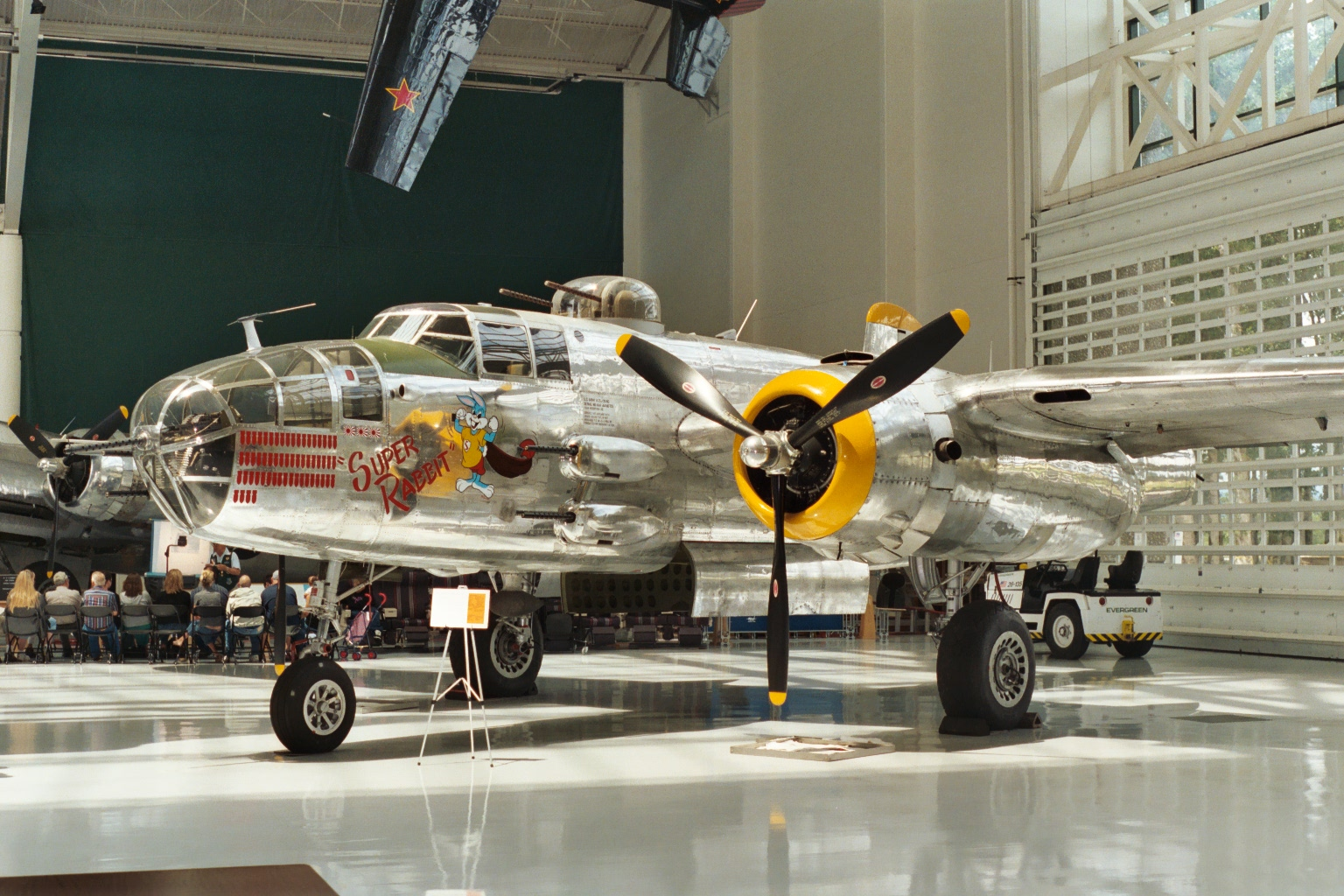
B-25J fotografato in un museo dell'Oregon

- B-25J— l'ultima versione prodotta del B-25 e che rappresenta una via di mezzo tra la versione C e la versione H. Aveva il muso trasparente, anche se molti esemplari consegnati furono modificati per montare il muso non trasparente. Molte delle sue 14-18 mitragliatrici erano montate davanti ed erano particolarmente adatte per le missioni di mitragliamento a bassa quota. 316 esemplari furono consegnati alla RAF e ridenominati come Mitchell III. (×4318)
- TB-25— versione destinata all'addestramento
  - TB-25D— inizialmente denominata come AT-24A (Advanced Trainer, Model 24, Version A), deriva dal B-25D. Ne furono costruiti in tutto 60.
  - TB-25G— inizialmente denominata come AT-24B, deriva dal B-25G e ne furono costruiti in tutto 60.
  - TB-25C— inizialmente denominata AT-24C, deriva dal B-25C e ne furono costruiti in tutto 60.
  - TB-25J— inizialmente denominata AT-24D, deriva dal B-25J e ne furono costruiti 60 in totale, mentre 600 B-25J furono riadattati dopo la guerra.
  - TB-25K— addestratore per il radar del controllo di fuoco Hughes E-1. (×117)
  - TB-25M— addestratore per il radar del controllo di fuoco Hughes E-5. (×40)
- VB-25J— alcuni B-25 furono riconvertiti per trasporto personale e VIP. Henry H. Arnold e Dwight D. Eisenhower usavano B-25J convertiti per i loro spostamenti.
- CB-25J - versione da trasporto
- ZB-25C -
- ZB-25D -
- ZXB-25E -
- PBJ-1C - simile al B-25C e destinato alla Marina degli Stati Uniti. Spesso veniva dotato di un radar per la ricerca delle navi nemici e usato per attaccare i sottomarini.
- PBJ-1D - simile al B-25D e destinato alla Marina. Aveva una singola mitragliatrice M2 da 0.50 nella torretta di coda. Anche questo veniva spesso dotato di radar aerotrasportato e usato contro i sottomarini.
- PBJ-1G - designazione della marina per il B-25G
- PBJ-1H - designazione della marina per il B-25H
- PBJ-1J - designazione della marina per il B-25J-NC con miglioramento all'apparato radio e ad altri sistemi. Spesso veniva dotato di piccole mitragliatrici e radar per la ricerca di navi/sottomarini montato nell'estremità alare.

## Utilizzatori
Australia
- Royal Australian Air Force

 Bolivia
- Fuerza Aérea Boliviana

 Brasile
- Força Aérea Brasileira

 Canada
- Royal Canadian Air Force

 Cile
- Fuerza Aérea de Chile

 Cina
- Chung-Hua Min-Kuo K'ung-Chün

 Colombia
- Fuerza Aérea Colombiana

 Cuba

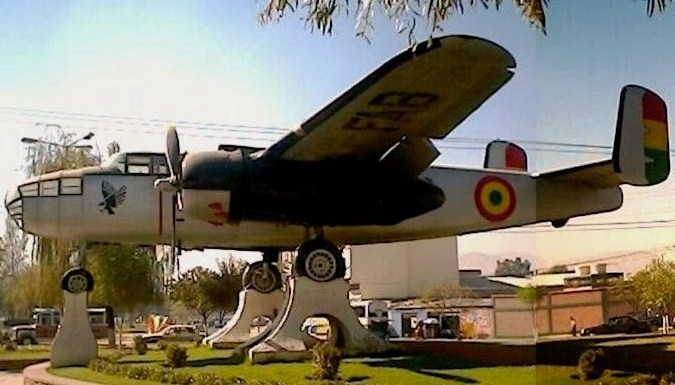
Un B-25J Mitchell della boliviana Fuerza Aérea de Bolivia gate guardian all'aeroporto Internazionale Jórge Wilstermann di Cochabamba.

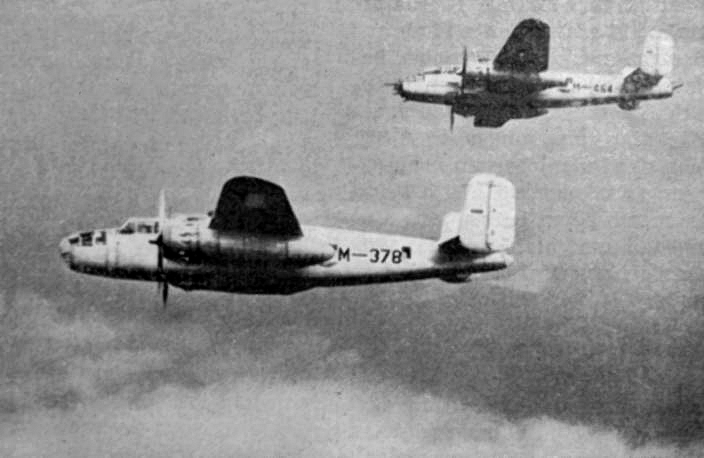
Una coppia di B-25 dell'indonesiana Tentara Nasional Indonesia Angkatan Udara.

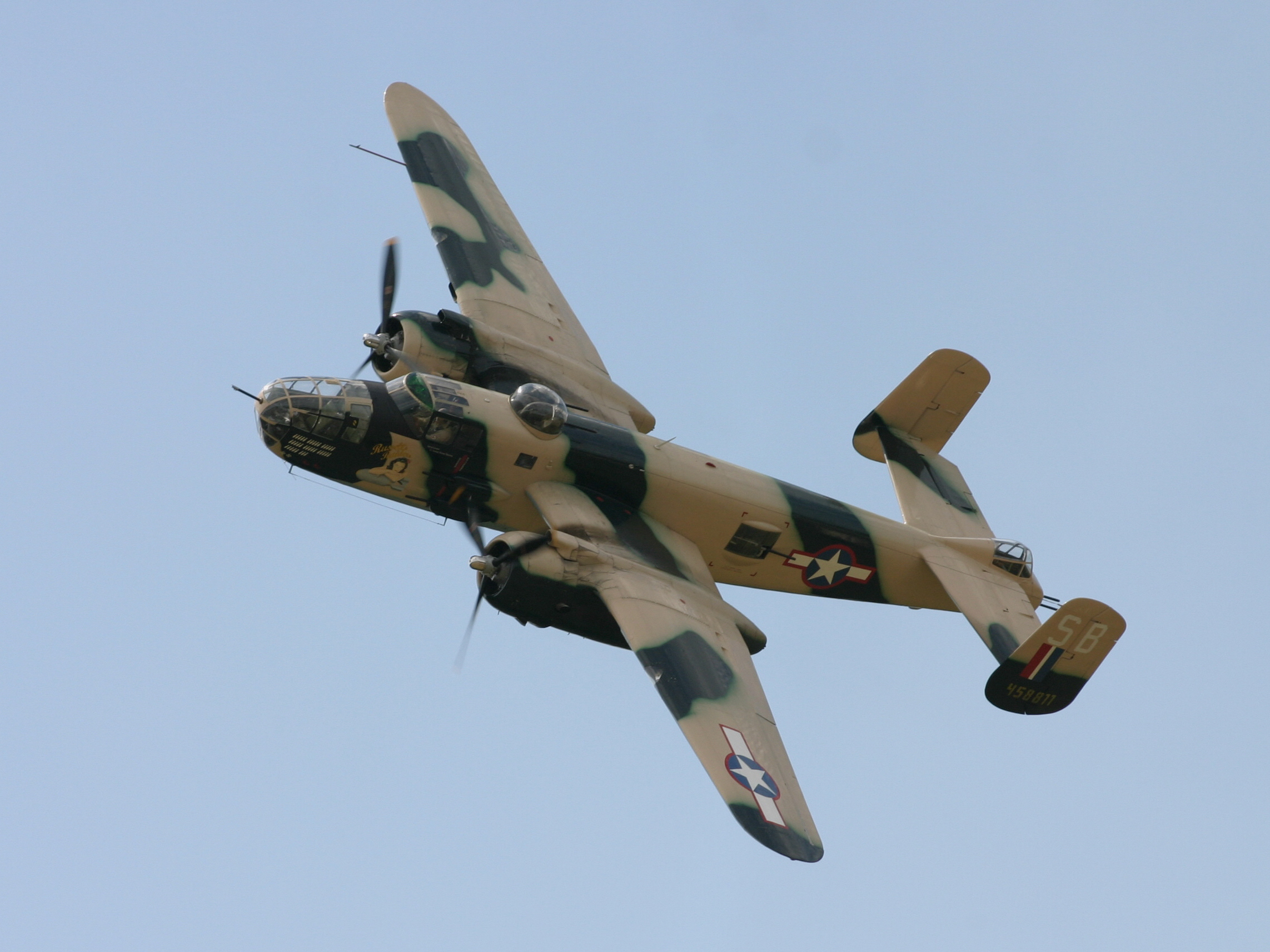
Un B-25 Mitchell con insegne USAAF durante una esibizione aerea.

- Cuerpo de Aviación del Ejército de Cuba

 Francia
- Armée de l'air

 Indonesia
- Tentara Nasional Indonesia Angkatan Udara

 Messico
- Fuerza Aérea Mexicana

 Paesi Bassi
- Koninklijke Luchtmacht

 Perù
- Fuerza Aérea del Perú

 Regno Unito
- Royal Air Force

 Stati Uniti
- United States Army Air Corps
- United States Army Air Forces
- United States Air Force
- United States Marine Corps
- United States Navy

 Unione Sovietica
- Voenno-vozdušnye sily

 Uruguay
- Fuerza Aérea Uruguaya

 Venezuela
- Fuerza Aérea Venezolana

## Velivoli attualmente esistenti

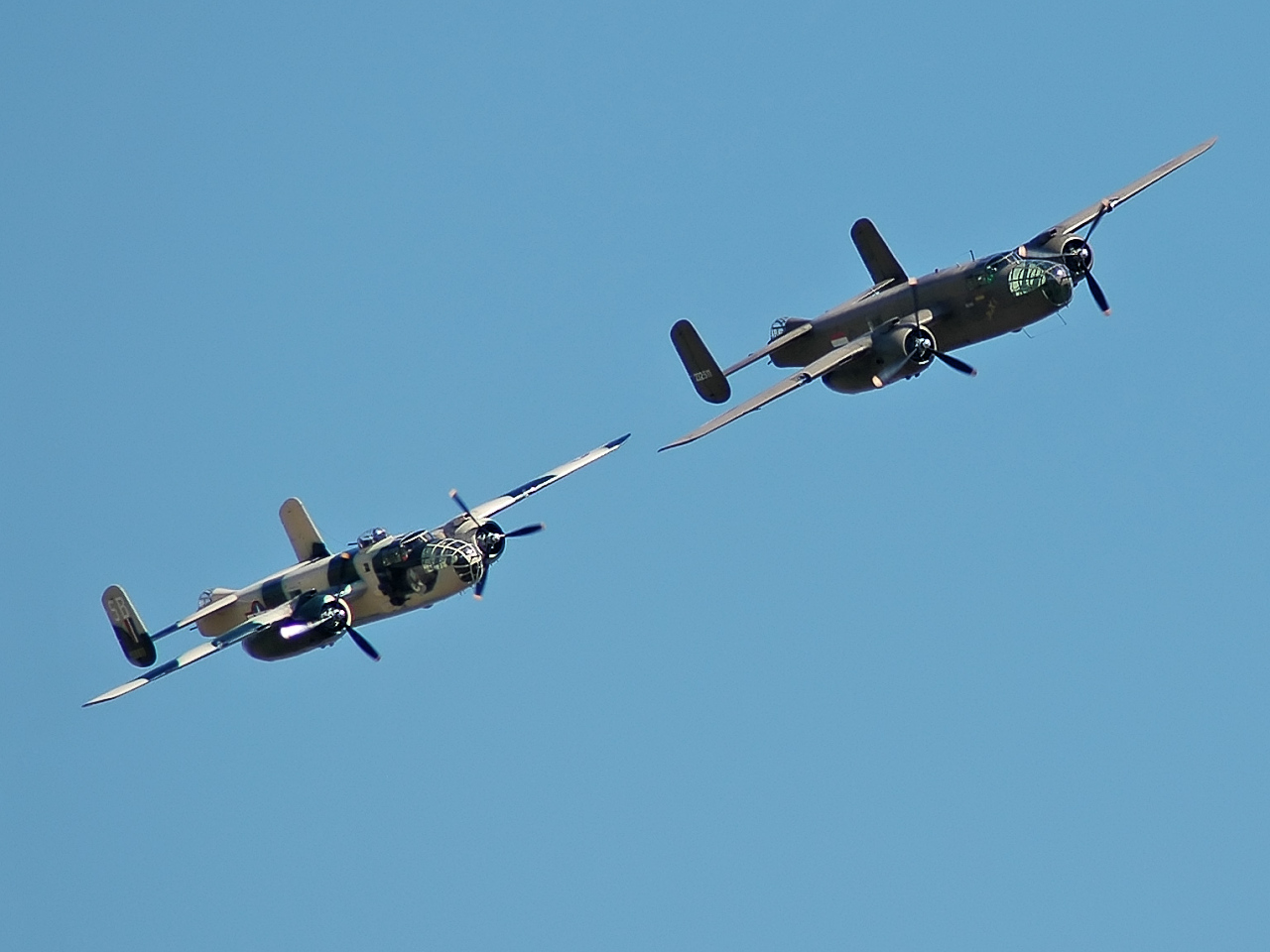
Due B-25 Mitchell ancora in condizione di volo in un recente airshow.

La quantità di esemplari costruiti ha agevolato il recupero di velivoli al termine della loro dismissione dal servizio, molti dei quali sono stati acquisiti o acquistati da musei aeronautici presenti in varie parti del mondo.
Una parte di questi vennero riportati in condizioni di volo da associazioni o privati, utilizzati nelle rievocazioni storiche e nelle manifestazioni aeree.
Alcuni esemplari furono usati per girare le sequenze dedicate al raid di Tokyo nel film Pearl Harbor  del 2001.